# James Ogilvy, 5. Earl of Findlater

Wappen des James Ogilvy, 5. Earl of Findlater

James Ogilvy, 5. Earl of Findlater (* um 1689; † 9. Juli 1764) war ein schottisch-britischer Peer und Politiker.

## Leben
Er gehörte dem Clan Ogilvy an und war der älteste Sohn des Lordkanzlers von Schottland James Ogilvy, 4. Earl of Findlater, aus dessen Ehe mit Anne Dunbar. Als Heir apparent seines Vaters führte er ab 1711 den Höflichkeitstitel Lord Ogilvy.
Er wurde verdächtigt ein Jakobit zu sein und wurde deshalb während des Aufstandes von 1715 in Edinburgh Castle arrestiert.
1722 erwarb er Banff Castle bei Banff in Aberdeenshire.
Beim Tod seines Vaters erbte er 1730 dessen Adelstitel als 5. Earl of Findlater, 2. Earl of Seafield, 2. Viscount of Seafield, 2. Viscount of Reidhaven, 6. Lord Ogilvy of Deskford, 2. Lord Ogilvy of Cullen und 2. Lord Ogilvy of Deskford and Cullen. 1734 wurde er als schottischer Representative Peer ins britische House of Lords gewählt; er wurde dreimal wiedergewählt und hatte das Mandat bis 1761 inne.
Von 1734 bis 1742 hatte er das Staatsamt des Lord of Police (Innenminister) für Schottland und von 1737 bis 1764 auch das Staatsamt des Vizeadmirals von Schottland inne.

## Ehen und Nachkommen
In erster Ehe heiratete er 1714 Lady Elizabeth Hay († um 1723), Tochter des Thomas Hay, 7. Earl of Kinnoull. Mit ihr hatte er drei Kinder:
- James Ogilvy, 6. Earl of Findlater (um 1714–1770) ⚭ 1749 Lady Mary Murray, Tochter des 1. Duke of Atholl;
- Lady Margaret Ogilvy († 1757) ⚭ 1735 Sir Ludovick Grant, 7. Baronet;
- Lady Anne Ogilvy († 1759) ⚭ 1733 John Hope, 2. Earl of Hopetoun.

Am 14. Dezember 1723 heiratete er in zweiter Ehe Lady Sophia Hope, Tochter des Charles Hope, 1. Earl of Hopetoun. Die Ehe blieb kinderlos.
Als er 1764 starb, erbte sein Sohn James seine Adelstitel.